# Râul Brustureț
Râul Brustureț este un curs de apă, afluent al râului Ursita. 